# Рамблер/топ-100
Рамблер/топ-100 — продукт компании Rambler&Co, включающий в себя сразу несколько сервисов:
- Счётчик посещаемости и система веб-аналитики
- Рейтинг русскоязычного сегмента Интернета и тематический каталог популярных ресурсов

Первая версия была запущена в 1997 году. Сервис был полностью перезапущен в октябре 2016 года на новой инфраструктуре.

## Счетчик посещаемости и система аналитики
Счетчик посещаемости может быть установлен на любой сайт путем вставки js кода на все страницы сайта.
Собранные счётчиком данные доступны владельцу ресурса за весь период, когда счётчик был установлен на сайте. Владелец сайта может выбрать опцию участия в рейтинге Рамблер/топ-100 — и статистика его посещаемости будет доступна посетителям рейтинга. Для сайтов-участников рейтинга доступен дополнительный отчёт, позволяющий сравнить динамику посещаемости ресурса с конкурентами по указанным владельцем рубрикам.

### Стандартные отчеты
- Аудитория
  - Посещаемость
  - Глубина просмотра
  - Время на сайте
  - География
  - Пол
  - Возраст
  - Интересы
- Технологии
  - Устройства
  - Браузеры
  - Операционные системы
  - Разрешения экранов
- Источники
  - Источники трафика
  - Рекламные системы
  - UTM метки
  - Метки Openstat
  - Сайты
  - Поисковые фразы
  - Поисковые системы
- Содержание
  - Популярное
  - Страницы входа
  - Страницы выхода
  - Заголовки страниц
  - Параметры URL

### Поведенческие отчеты
Находятся в разделе «Поведение»:
- Параметры визитов
- Разделы сайта
- Аналитика блоков
- Рамблер/лайки
- Рейтинг

Поведенческие отчеты позволяют отслеживать произвольные события (параметры визита), популярные разделы сайта, а также кликабельность блоков на сайте (показы, клики и ctr). Для использования поведенческих отчетов необходимо устанавливать дополнительный код на сайт.

### Показатели
Для всех отчетов доступны показатели:
- Посетители
- Визиты
- Просмотры
- Время на сайте
- Отказы
- Глубина просмотров

### Отличительные особенности аналитики
- Возможность просматривать статистику отдельных сегментов страниц при помощи отчета Аналитика блоков страниц;
- Проведение А/Б и мультивариантных тестирований, проверка сценариев поведения, разметка ключевых действий на сайте при помощи отчета Параметры визитов;
- Отслеживание статистики кликабельности по установленным кнопкам шаринга в соцсетях при помощи отчета Рамблер/лайки;
- Сравнение своих показателей с показателями конкурентов, просмотр места сайта в рейтинге при помощи отчета Рейтинг.

## Каталог и рейтинг
Участие в рейтинге ТОП-100 позволяет сравнивать посещаемость и другие показатели сайта с конкурентами. Так же сайт может получать дополнительный трафик из каталога сайтов.
Администратор сайта может подать заявку на участие в рейтинге сайтов (он же каталог). Для участия в рейтинге сайту присваивается категория и подкатегория, и сайт отправляется на модерацию.